# 知らなすぎた男
『知らなすぎた男』（しらなすぎたおとこ、原題：The Man Who Knew Too Little）は、1997年にドイツ・アメリカで製作されたシュールコメディ映画。

## ストーリー
アイオワ州のビデオ店に勤務しているウォレスは、自身の誕生日を弟のジェイムズと一緒に過ごそうとロンドンの弟宅を訪れるが、ジェイムズは重要な商談パーティに出席しなければならないため、能天気なウォレスを厄介者扱いし、商談が終わるまでの間、演劇体験ゲーム「ライブ劇場」に参加させることにする。渋々ゲームに参加したウォレスは電話で指示された場所に向かう。しかし、その電話はイギリス諜報部が殺し屋に指令した本物の暗殺指令で、ウォレスはゲームの電話と誤って電話を受けてしまっていた。
指定された場所に着いたウォレスは、国防大臣や英露の諜報機関による英露首脳暗殺計画の秘密を知るローリーと出会い追われる身となるが、「そういうシナリオなのか」と思い込み
、英仏諜報機関の追っ手を振り払い、計画が書かれた手紙を手に入れると、勝手に「シナリオ」を書き換えて諜報機関と取引を行う。「シナリオ通り」に大金と引き換えに手紙を引き渡そうとするウォリスだったが、彼を本物のスパイで暗殺計画を阻止してくれると思っていたローリーは失望し彼と別れてしまう。
「勝手な行動で女優（ローリー）を怒らせてしまった」と感じたウォリスは英仏首脳が参加する平和協定調印パーティーに乗り込み、舞踏団に紛れ込み爆弾が仕込まれたマトリョーシカ人形を持ち踊り出す。そこに諜報員のブラバスキーが現れウォリスを狙撃しようとするが、運良くマトリョーシカ人形に命中し時限装置が止まり暗殺が阻止された。ウォリスの行動に恐れをなした諜報機関のロジャーとセルゲイは金を引き渡し逃げ出した。「ゲームが終わった」と思ったウォリスは満足気に大金を受け取り、彼に恋したローリーと共にバカンスに出かける。バカンスを楽しむウォリスとローリーの元に某国の諜報員が現れ、ウォリスを「凄腕スパイ」としてスカウトするが、「舞台役者のスカウト」と勘違いしたウォリスは大喜びで快諾し、舞台の脚本を考え始める。

## キャスト
※括弧内は日本語吹き替え
- ウォレス・リッチー - ビル・マーレイ（江原正士）
- ジェイムズ・リッチー - ピーター・ギャラガー（藤原啓治）
- ローリー（ローレライ） - ジョアンヌ・ウォーリー（坂本千夏）
- ボリス・ブラバスキー - アルフレッド・モリーナ（小形満）
- ロジャー・ダゲンハースト - リチャード・ウィルソン（沢木郁也）
- セルゲイ・ニコラエヴィッチ - ニコラス・ウッダーソン（英語版）（堀之紀）
- ギルバート・エンブルトン - ジョン・スタンディング（英語版）（岡和男）
- ホーキンズ - サイモン・チャンドラー（英語版）（河合義雄）
- ルドミラ・クロポトキン博士 - ジェラルディン・ジェームズ（さとうあい）
- バーバラ・リッチー - アンナ・チャンセラー（英語版）（川浪葉子）
- ユーリ - クリフ・パリシ（英語版）（二又一成）
- ディミトリ - ジョン・トムソン（英語版）（古澤徹）
- アナベル - ジャクリーン・フィリップス（弘中くみ子）
- オットー - デクスター・フレッチャー（二又一成）
- コンセーラ - イザベル・ヘルナンデス（弘中くみ子）
- コクレーン - ロジャー・モーリッジ（伊藤栄次）
- ビル - アシュリー・ガンストック（坂口侯一）
- コーバーン - マルコム・ストーリー（菅原淳一）
- フロー・シュースター - ケイト・ファウラー（定岡小百合）
- SWATリーダー - バーナビー・ケイ（後藤史彦）
- 中年女性 - リンダ・ブロートン（火野カチ子）
- 婦警 - ジョセフィン・グラッドウェル（小野未喜）

## 評価
Rotten Tomatoesには32件のレビューが寄せられ、支持率41%、平均評価5.4/10となっている。